# La Corogne
 (avril 2012).
Si vous disposez d'ouvrages ou d'articles de référence ou si vous connaissez des sites web de qualité traitant du thème abordé ici, merci de compléter l'article en donnant les références utiles à sa vérifiabilité et en les liant à la section « Notes et références ».
La Corogne (A Coruña en galicien et officiellement ; La Coruña en espagnol) est la capitale de la province de La Corogne en Galice, dans le  Nord-Ouest de l'Espagne.
Important port historique, La Corogne se situe sur la côte nord-ouest de la péninsule Ibérique, dans les Rías Altas. Le centre de la ville s'étend sur une péninsule reliée au continent par un isthme qui présente deux façades maritimes distinctes : le port (vers l'estuaire de La Corogne) et la mer ouverte (jusqu'à la baie d'Orzán) sur lesquels s'étendent les principales plages (Riazor et Orzán).
La commune de La Corogne compte une population de 245 468 habitants en 2021, ce qui en fait la deuxième commune de Galice après Vigo dans la province de Pontevedra. Les municipalités voisines, avec l'aire métropolitaine de Ferrol, forment une conurbation qui regroupe plus de la moitié de la population de la province.
Sa densité de population est l'une des plus fortes d'Espagne (6 545 hab./km2) en raison de la modeste superficie de la municipalité (37,83 km2).
Une bonne partie des activités industrielles de l'agglomération se trouve dans la ville limitrophe de Arteixo, une des plus industrialisées de Galice - Inditex, Zara... -. La ville de La Corogne est dominée par le secteur tertiaire, les industries se concentrant autour du port et de la raffinerie de pétrole.
La Corogne est le siège de la Haute-Cour de Justice de Galice, de la Délégation du Gouvernement dans cette ville et le siège de l'Académie royale de Galice depuis sa fondation. Elle fut également la capitale de la VIIIe Région militaire espagnole, structure territoriale de l'armée espagnole aujourd'hui disparue, alors que la ville était située dans le quartier général de la Force logistique opérative, ainsi qu'une sous-délégation de la défense.
La municipalité est limitée au nord par l'océan Atlantique, à l'est par l'estuaire de La Corogne et la municipalité d'Oleiros, au sud par la municipalité de Culleredo et à l'ouest par celle d'Arteixo.

## Histoire
Selon la légende, Hercule, après avoir tué le géant Géryon, a enterré sa tête dans les fondations du phare et c'est lui-même qui a installé au sommet de la tour, un miroir dont la fonction était de réfléchir les flammes d'un foyer afin de guider les marins la nuit.
D'après Jean Christophe Cassard, La Corogne s'appelait Portus Britanniae au IVe siècle, car sans doute était il fréquenté par des marins bretons.
En 858, la ville est pillée par le chef viking Hasting.
Malgré ses échecs militaires en 1588 et 1596, Philippe II d'Espagne choisit d'envoyer une nouvelle armada sur l'Angleterre dès 1597. Ce sont 136 navires, 8 700 soldats et 4 000 marins qui appareillent le 19 octobre 1597 à partir de la Corogne vers l'Irlande.
Au large du cap Lizard, cinq jours plus tard, la flotte est surprise par une tempête qui la disloque : elle perd 28 bâtiments. Les 108 vaisseaux rescapés rejoindront le port fin novembre.
La famine de l’année 1800 coûta de nombreux morts à la ville et à toute la Galice et poussa la population vers l'émigration. La cité a été un des berceaux de la libre-pensée en Europe, dont un des représentants est l'anarchiste et pédagogue Ricardo Mella.
Vers la fin du XIXe siècle, de nombreuses galeries vitrées furent installées sur les immeubles le long du front de mer. Elles avaient une pure fonction de protection thermique en permettant de protéger les façades des orages et de conserver la chaleur du soleil. Certaines font plus de vingt-cinq mètres de long, d'autres sont ornées de vitres polychromes et l'ensemble constitue le plus grand ensemble de galeries vitrées au monde.
Le 8 juin 1901, le premier mariage homosexuel en Espagne entre deux femmes, Marcela Gracia Ibeas et Elisa Sánchez Loriga , sujet du film Elisa et Marcela de la cinéaste Isabel Coixet en 2019, a eu lieu à La Corogne.
Le début du XXe siècle vit le retour de nombreux habitants qui avaient fait fortune en Amérique latine. Ces indianos permirent à la cité de décoller économiquement. Politiquement libéraux, ils firent graver dans un livre de pierre ouvert la constitution de Cadix et le placèrent au sommet de la Tour d'Hercule. Ce livre fut détruit en 1939 par les franquistes.
À partir de 1906, l'architecte cubain Ricardo Boan y Calleja et l'architecte galicien Antonio Lopez Hernandez révolutionnent l'architecture locale et imposent le modernisme inspiré de l'Art déco. Les façades sont ornées de guirlandes de fleurs exotiques, les cadres des fenêtres deviennent le support de frises de fleurs de lotus ou de papillons, et les faïences prennent des tons pastels. De cette époque date aussi le premier tramway qui a été remis en service en 1997.
Le fait que le général Franco soit originaire de la ville voisine de Ferrol n'empêcha pas la cité de subir la répression franquiste après la guerre civile espagnole (1931-1936).
Pendant les années 1950-1962, la crise économique postérieure à la guerre civile, poussa à nouveau des milliers d'habitants à l'émigration vers l'Amérique du Sud, notamment à Buenos Aires en Argentine et à Montevideo en Uruguay.
À partir des années 1960 approximativement, commence une émigration vers les pays d'Europe en besoin de main-d'œuvre, notamment la Suisse, l'Allemagne, la France, les Pays-Bas, la Belgique et l'Angleterre.
Le 3 juillet 2021, lors d'une agression homophobe, 5 à 10 jeunes donnent des coups qui entraînent la mort du jeune Samuel Luiz, qui secoue l'Espagne . Les auteurs seront condamnés à de lourdes peines de prison pour meurtre. Le 24 février 2025, deux immigrés illégaux venus du Sénégal, sans papiers donc étrangers en situation irrégulière, qui ont risqué leur vie pour protéger la victime qu'ils ne connaissaient pas, sont mis à l'honneur par Inés Rey, maire de la ville de La Corogne  et reçoivent un titre de séjour en reconnaissance de leur héroïsme .

## Géographie

### Localisation
Les communes limitrophes sont :

### Topographie et géologie

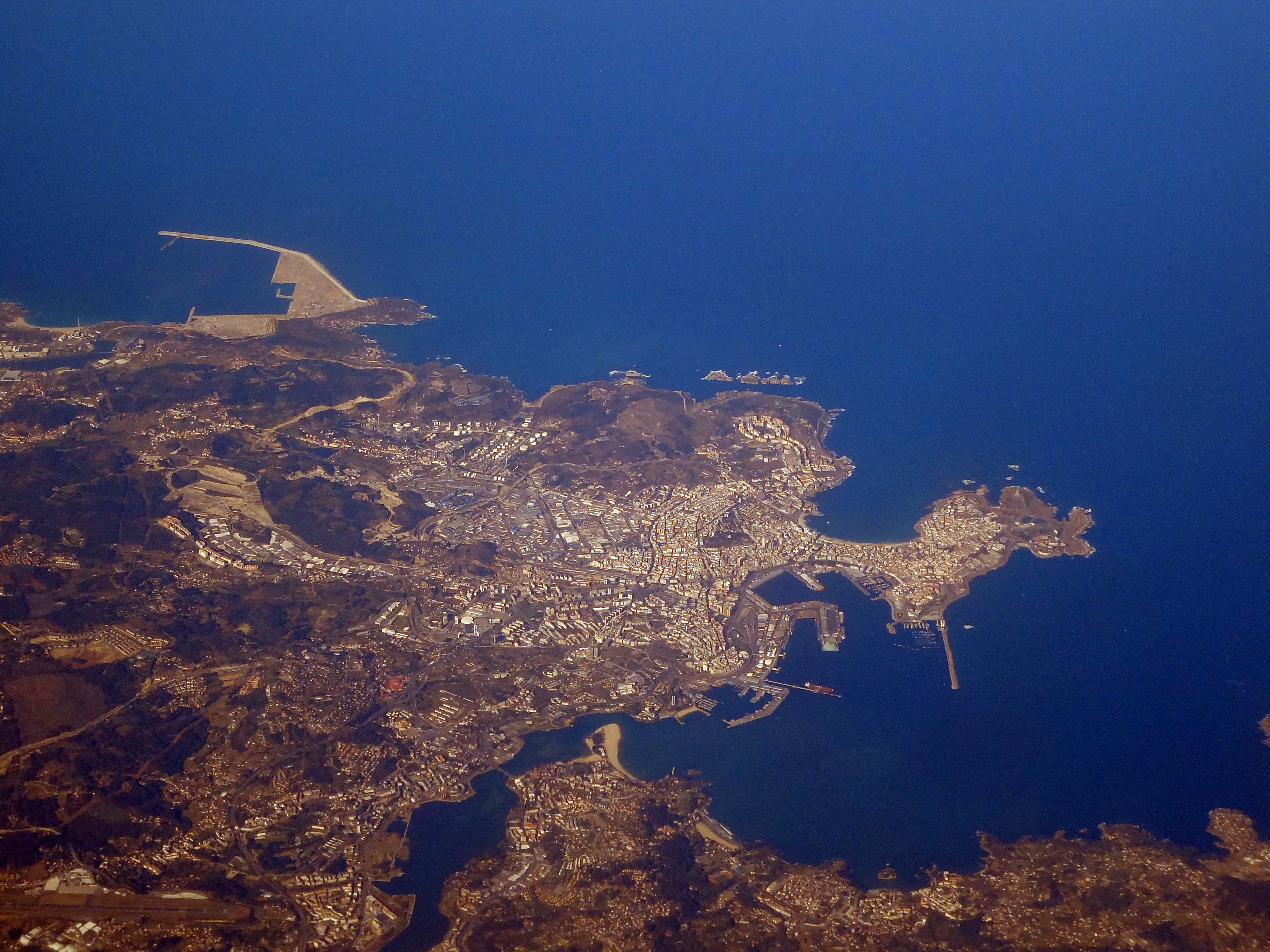
Vue aérienne.

La Corogne compte une orographie particulière, alliant une péninsule en forme de T, un isthme plat et des collines escarpées créées à l'époque archaïque. Actuellement, la ville, depuis son expansion dans les années 1940, s'étend sur quelques collines comme le Monte Alto, Santa Margarida, Eirís et A Zapateira. D'autres ont été transformées en zones vertes (Bens et Monte San Pedro). Une grande partie de l'extension portuaire et Os Cantóns a été gagnée sur la mer. La municipalité compte également des zones plus élevées, comme le Monte San Pedro, et quelques îles comme l'archipel des îles de San Pedro.

### Hydrographie
La Corogne est entourée dans sa quasi-totalité par l'océan Atlantique : à l'est par la baie de Orzán-Riazor et à l'ouest par l'estuaire de La Corogne.
La ville est traversée par la rivière Monelos, transformée en conduites souterraines, formée par la confluence du Mesoiro avec d'autres sources mineures. Son cours se jette dans le dock de San Diego. Il existe également une cascade d'origine artificielle dans le centre-ville, proche du palais de l'Opéra et du Parc Santa Margarida.

### Climat

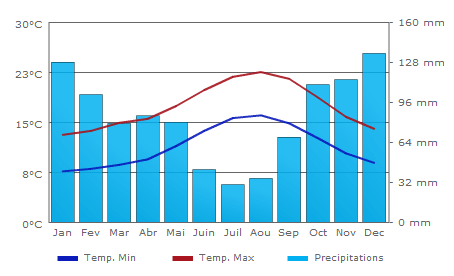
Climogramme de La Corogne.

La Corogne bénéficie d'un climat océanique avec influences méditerranéennes (Classification de Köppen : "Csb"). Les températures ne connaissent pas d'importantes variations saisonnières grâce à de l'effet modérateur de l'océan et l'amplitude thermique entre le mois le plus froid et le mois le plus chaud est seulement de 9 °C. Les précipitations sont relativement abondantes avec un total annuel de 1 008 mm, le mois le plus arrosé étant décembre avec 135 mm. L'humidité annuelle moyenne est d'environ 70 %.
Selon les données de la station météorologique de la ville, La Corogne se situe sur le sol de la région eurosibérienne entre 0 et 500 mètres d'altitude.
Pour les caractéristiques bioclimatiques de La Corogne, la ville possède une végétation potentielle correspondant à la chaîne thermophile qui présente une flore très riche (limite nord agrumes, grenade, etc.).
Dans les dernières décennies, la ville semble avoir enregistré une augmentation des températures supérieure aux autres villes galiciennes, mais cela est le fait de la station météorologique qui a été transférée des hauteurs de la Ronda de Nelle au centre de la ville où les températures sont plus élevées.
| Mois                                | jan. | fév. | mars | avril | mai  | juin | jui. | août | sep. | oct. | nov. | déc. | année |
| ----------------------------------- | ---- | ---- | ---- | ----- | ---- | ---- | ---- | ---- | ---- | ---- | ---- | ---- | ----- |
| Température minimale moyenne (°C)   | 7,6  | 8    | 8,6  | 9,4   | 11,4 | 13,7 | 15,6 | 16   | 14,8 | 12,6 | 10,3 | 8,9  | 11,4  |
| Température maximale moyenne (°C)   | 13,1 | 13,7 | 14,9 | 15,5  | 17,4 | 19,8 | 21,8 | 22,5 | 21,5 | 18,7 | 15,8 | 14   | 17,4  |
| Précipitations (mm)                 | 128  | 102  | 79   | 85    | 80   | 42   | 30   | 35   | 68   | 110  | 114  | 135  | 1 008 |
| Nombre de jours avec précipitations | 17   | 17   | 15   | 17    | 16   | 10   | 8    | 9    | 11   | 16   | 17   | 18   |       |

#### Records de température
Les records ont été mesurés le 28 août 1961 avec une température de 39,6 °C, et le 12 août 2003 avec une température de 37,7 °C à la station A de l'aéroport de La Corogne. Les températures minimum enregistrées ont été de −3 °C en 1948 et de −1,8 °C en janvier 1985 toujours dans la même station.

#### Événements climatiques particuliers
Durant les dernières décennies, des phénomènes climatologiques totalement atypiques ont frappé la ville, comme la tempête Klaus qui, en janvier 2009, a engendré des vents à plus de 200 km/h, l'ouragan Hortense qui a fait de même en 1984 ou la canicule européenne de 2003.
D'autres épisodes sont à noter comme la tempête de mars 2008, durant laquelle les vagues ont englouti la promenade maritime et l'avenue Pedro Barrié de la Maza, et la vague de froid de 1987 qui a amené de la neige dans les rues du centre-ville.

### Voies de communication et transports

#### Tramway

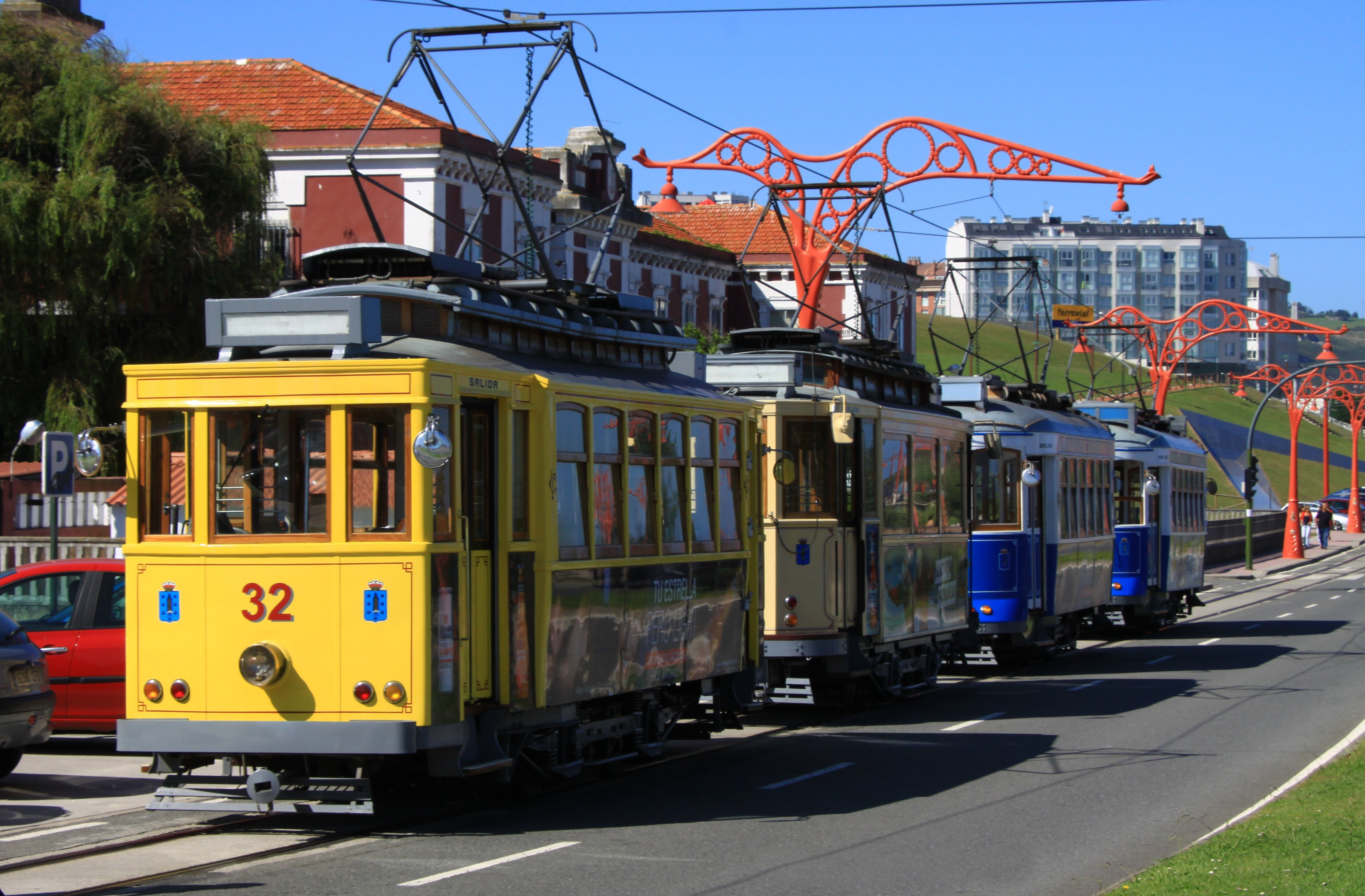

La Corogne possédait une ligne de tramway de type touristique à l'ancienne (photo ci-contre). Inaugurée en 1997, elle desservait 10 arrêts. Hors service depuis 2011, les installations sont en cours de démontage depuis 2021.

#### Aéroport
La Corogne possède un aéroport à 9 km de la ville, appelé Aéroport d'Alvedro. Il est doté d'une piste de 1 950 mètres, d'un terminal vieux de 11 ans et d'un système d'atterrissage aux instruments ILS catégorie III. En 2006, l'aéroport a pour la première fois dépassé le million symbolique de passagers. On espère, pour l'année 2007, qu'il dépassera 1,3 million de passagers.
L'aéroport compte plusieurs lignes régulières à destination des principales villes du pays (Madrid, Barcelone, Séville et Bilbao). Plusieurs vols hebdomadaires à destination de Paris, Lisbonne, Londres et des Îles Canaries.

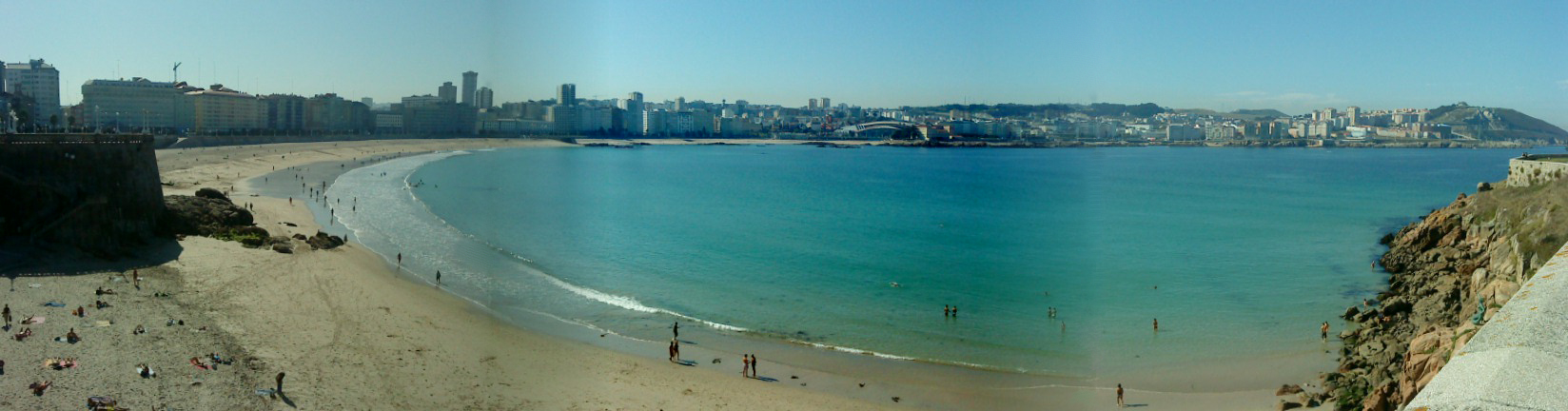
Panorama de la baie d'Orzán, dans laquelle on peut voir l'isthme qui forme la péninsule de La Corogne sur laquelle s'étendent les quartiers de Pescadería et d'Orzán.

### Chemin de fer
La Corogne dispose de trois gares, deux affectées au trafic voyageurs, une affectée au transport de marchandises.
- Passagers :
  - Gare de La Corogne-San Cristóbal
  - Gare d'Elviña-Universidad
- Marchandises :
  - Gare de La Corogne-San Diego.

#### Navigation
L'entrée dans le port de La Corogne est notamment guidée par le double phare de Punta Mera.

## Toponymie

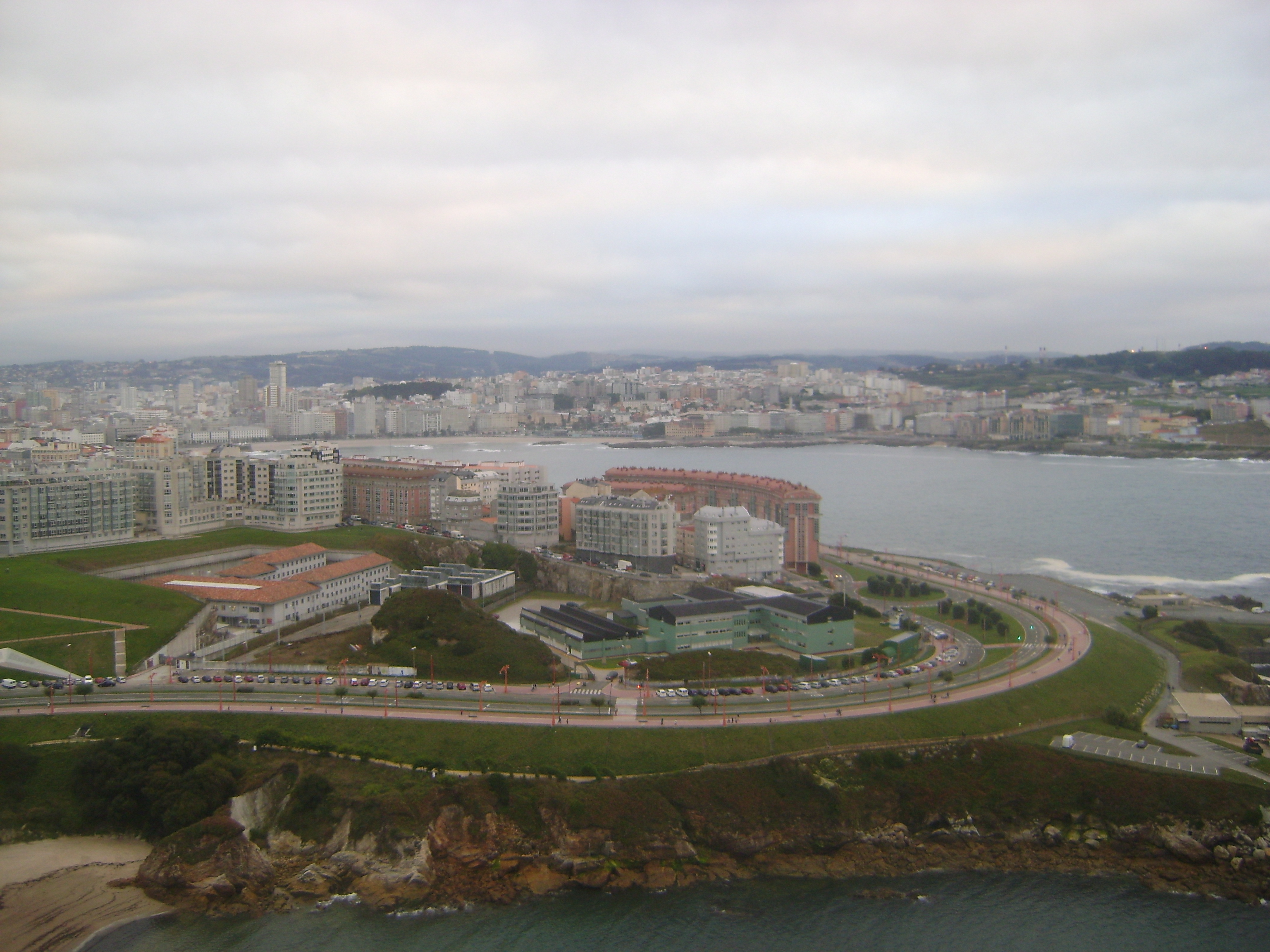
Une vue de La Corogne.

### Origines
Il y a plusieurs théories qui comprennent des étymons indo-européens :
- certains ont signalé l'origine romaine, « Caronium ». D'une part, la possible évolution depuis le latin acrunia = péninsule qui aurait donné a Crunia > La Crunia. Un processus similaire aurait eu lieu avec Agrela (diminutif de Agra > terre de culture) > à Grela. Au temps de Ferdinand II de León (XIIe siècle), le toponyme Crunia apparaît dans des documents ; dans des écrits en galicien du XIIIe siècle, on retrouve les formes áá Crunia et da Crunia ou da Cruna (1257). Dans un écrit de 1262 apparaît le nom de La Crunia qui pourrait être le toponyme en castillan qui n'est pas la traduction moderne galicienne. Les noms de Curunia, Crunnia et Crunna sont fréquents au Moyen Âge ;
- une autre origine possible latine est corona : lieu élevé avec différentes variantes en galicien : curuto, curota, corota, coroa. Il y a des correspondances toponymes européennes en anglais, suédois, tchèque, etc. ;
- pour d'autres (V. Caridad Arias), « La Corogne se base sur le nom de corono o Cronos, qui se dit également Acorán, Gron, Goron, Gronwy en gallois, etc. Il est à rappeler que les colonnes d'Hercule étaient appelées également colonnes de Crono. Ces noms font référence à la divinité céleste suprême que les Grecs appelaient Crono, mot dont le radical contient l'idée de "haut", "élevé", "la montagne", d'où proviennent les noms d'Acre, Accra et acro-polis, les villes en hauteur. » ;
- la forme celte du nom Cronos est cruinne, ancienne divinité suprême (Irlande), équivalent du saturne romain. Compte tenu de la tendance celtique de l'anticipation du "i", ce nom équivalent à Crunni et peut être la forme gaélique de l'éponyme de Cruni ou Cruña ;
- un toponyme de la racine celte est clunia qui a pu dériver en a Crunnia, Cruña et Coruña. Une localité avec un nom similaire, Coruña del Conde (Burgos) était Clunia Sulpicia. Au Portugal, il y a un lieu appelé Quinta da Corunha dont l'origine paraît remonter à une famille de La Corogne galicienne.

### Dénominations
- A Coruña est la dénomination en galicien et la seule dénomination officielle avec la Loi 3/1983 de Galice.
- La Coruña est la dénomination castillane, recommandée par l'Académie royale espagnole.
- La Corogne est la dénomination française.
- Corunha est la dénomination portugaise.
- Coruña, sans article, est une forme familière du nom de la ville commun en galicien et castillan. Il existe aussi les formes A Cruña (plus rare), ou Crunha (usité par les réintegrationistes).

En novembre 2004, le conseil municipal a approuvé un accord qui prétend protéger la Loi des Grandes Villes pour établir la coofficialité des deux formes toponymiques, en violation de la loi de normalisation linguistique. Cette décision d'admettre la double dénomination A Coruña / La Coruña au niveau municipal a été annulée par la Haute Cour de Justice qui a considéré qu'une loi municipale ne peut se substituer à la Loi galicienne 3/1983 de normalisation linguistique, qui, dans son article no 10, spécifie que "les toponymes de Galice auront comme unique forme officielle le galicien".
Actuellement divers secteurs continuent de défendre le terme de La Coruña en s'appuyant sur la Constitution espagnole de 1978. Ils dénoncent qu'il n'est pas permis d'utiliser l'espagnol, langue officielle, pour nommer une ville et l'inclure dans des documents officiels, et qu'aucune loi ne peut être autonome dans la constitution. D'un autre côté, l'article de la Loi 7/1985 réglementant le système local, législation de base de l'état, signale que les municipalités peuvent avoir leur nom en castillan, en langue coofficielle ou les deux, ce qui permet l'usage unique de la langue galicienne.

## Armoiries

Blason de La Corogne.

Le signe distinctif de la ville est très présent dans le mobilier public que ce soit sur les lampadaires, les poubelles et même sur le trottoir. Il est formé d'un fond bleu azur, sur lequel apparaît la Tour d'Hercule qui repose sur des rochers. Elle est accompagnée de sept coquilles Saint-Jacques. L'élément le plus marquant est sans doute la présence de la tête de mort avec deux tibias symbolisant le mythe de la victoire d'Hercule sur Géryon dont les restes ont été enterrés dans les fondations du phare.
Selon cette légende, Hercule a lutté contre Géryon, un roi venu de Troie. Il l'a poursuivi depuis Cadix et approchant de la péninsule corognaise pleine de grands rochers près de la mer, il a décapité Géryon. Hercule a édifié la fameuse tour, qui figure sur le blason de La Corogne depuis 1521.
Il est à noter que l'actuel drapeau de la Galice, sans le bouclier, a été créé à partir du drapeau de la province maritime de La Corogne.

## Population et société

### Gentilé
Les habitants de La Corogne sont les Corognais et Corognaises (coruñeses et coruñesas, en galicien et espagnol)

### Démographie
| 1900   | 1910   | 1920   | 1930   | 1940   | 1950    | 1960    | 1970    | 1981    | 1991    | 2001    | 2004    | 2007    | 2013    |
| ------ | ------ | ------ | ------ | ------ | ------- | ------- | ------- | ------- | ------- | ------- | ------- | ------- | ------- |
| 44.057 | 49.290 | 63.610 | 71.511 | 98.534 | 127.518 | 173.661 | 189.548 | 231.821 | 246.531 | 236.782 | 242.846 | 244.388 | 245.923 |

L'aire métropolitaine de La Corogne compte 396 015 habitants[Quand ?].

## Économie

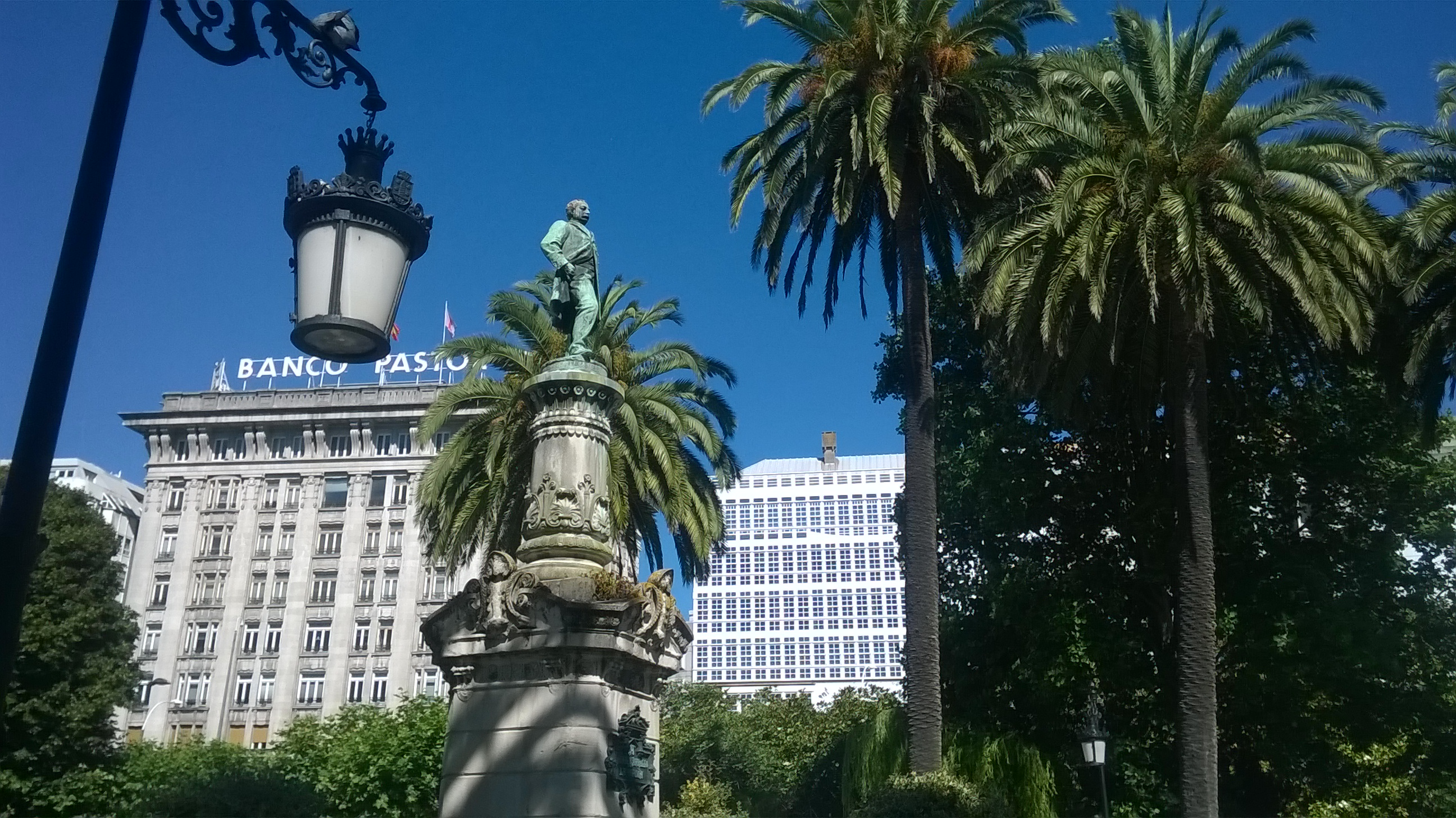
Banco Pastor (à gauche) et Fondation Pedro Barrié de la Maza (à droite).

Les principaux centres d’intérêt de la ville sont l'équipe de football appelée Real Club Deportivo La Corogne (en première division entre mai 2014 et mai 2018, actuellement en seconde division), la tour d'Hercule, les forts de La Corogne, le musée de l'homme (Casa do Home ou Domus), le musée "Maison des Sciences" (Casa das Ciencias) et le musée océanographique l'Aquarium Finisterrae (Casa dos Peixes).
La ville dispose d'un budget de plus de 212 millions d'euros annuels, consolidés par l'apport des deux principales entreprises publiques, la Compagnie des eaux de La Corogne et la Compagnie de transports de la Corogne. De surcroit, selon un rapport(?), La Corogne est actuellement la ville comarque la plus riche de Galice. En effet, elle dispose d'un PIB industriel de 3 486 millions d'euros, ce qui représente plus de 33 % du PIB total de Galice en 2007.
La ville dispose de la plus grande zone industrielle de Galice, A Grela qui compte plus de 600 entreprises installées dans son enceinte.
Le port de la ville est le plus important port de pêche d'Europe si on se réfère à la cargaison fraîche qui y est débarquée. La Corogne est le siège de nombreuses entreprises, d'importance régionale, nationale et même internationale. Ainsi, le groupe Inditex (basé à Arteixo, municipalité en périphérie de la ville, le siège social de Zara se situe à La Corogne), la première banque et la première caisse d'épargne galiciennes, le Banco Pastor e Caixa Galicia étaient basées à La Corogne.
Le port de La Corogne est l'un des noyaux économiques de la ville avec plus de six kilomètres de quais et presque un million de mètres carrés de superficie maritime et terrestre. Il dispose d'une dizaine de réservoirs de fioul, qui fournissent la raffinerie de la ville. De plus, le port a été le point d'entrée de plus de 30 000 voyageurs et 60 croisières en 2004.

## Monuments et lieux touristiques

### Monuments

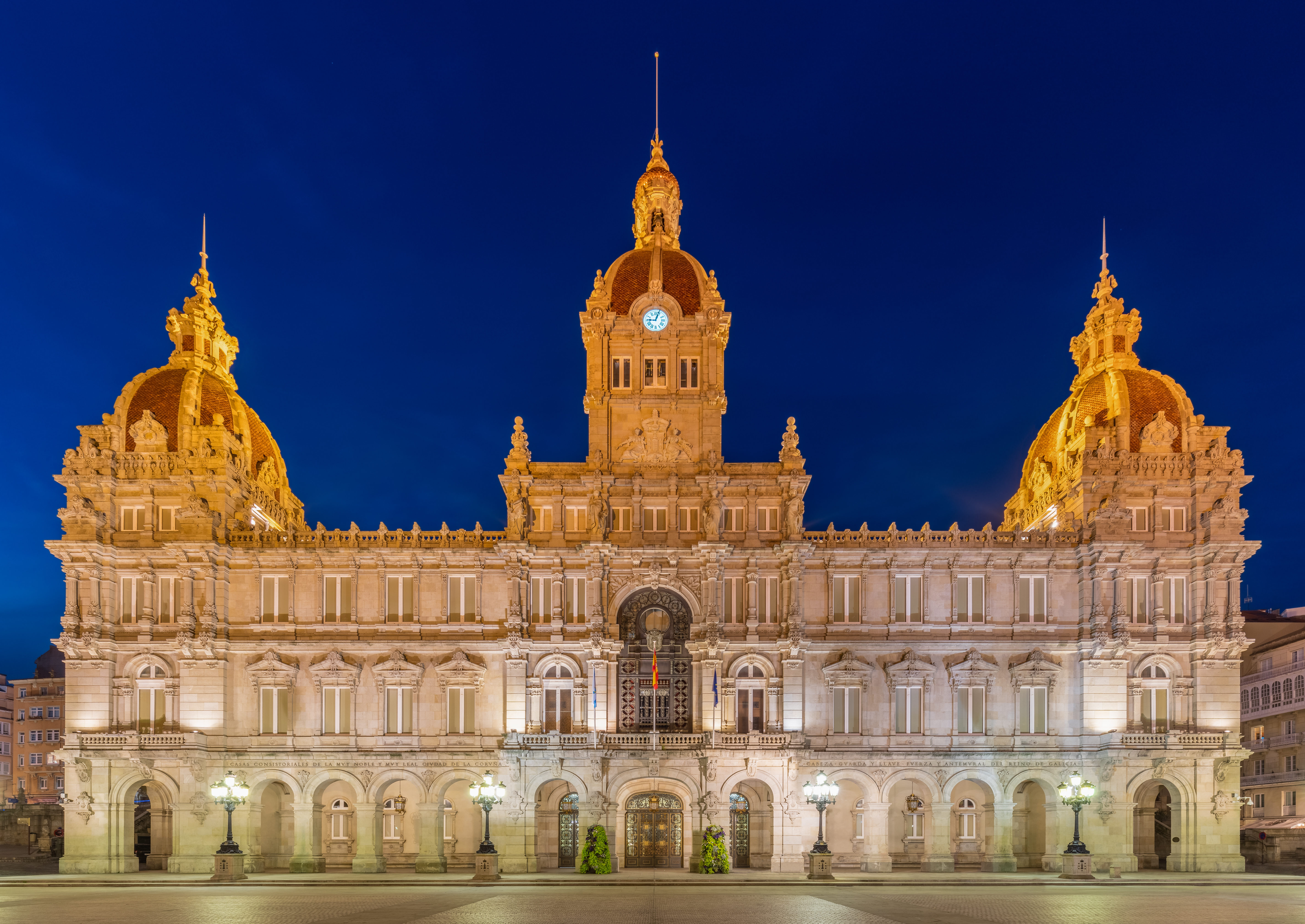
Hôtel de ville, sur la place Maria Pita.

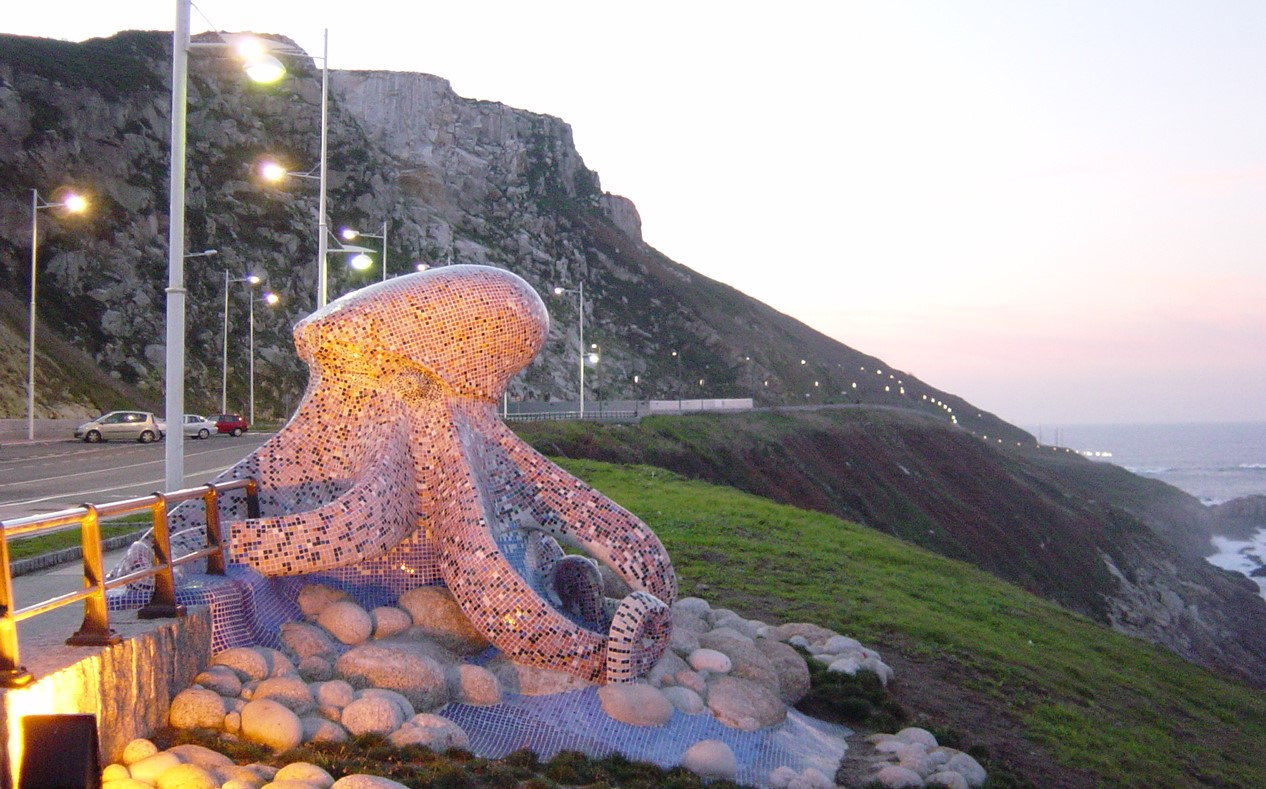
Une sculpture de poulpe sur la promenade.

- La tour d'Hercule, le seul phare de l'époque romaine et le plus ancien du monde encore en service. Hercule aurait enterré dans ses fondations la tête du géant Géryon.
- Le palais Maria Pita (l'hôtel de ville)
- l'église Santa María do Campo
- Le stade Riazor
- L'Obelisco dos Cantóns et les célèbres"galerias"
- Le Castro de Elviña
- La Praza das Bárbaras
- La Vieille-Corogne
- Le monument Emilia Pardo Bazán
- Les jardins San Carlos (avec la tombe de Sir John Moore)
- L'artiste galicien contemporain Manolo Paz a imaginé à La Corogne les Menhirs pour la Paix sculptures en forme de menhirs, en hommage aux anciens peuples de Galice mais surtout aux victimes des massacres commis par les nationalistes pendant la guerre d'Espagne (1936-1939) et aux victimes de la répression franquiste au Campo da Rata contre les Républicains.
- Le lycée Eusebio da Guarda
- Le cimetière de Santo Amaro
- Les canons de San Pedro (modèle Vickers de 1926) avec un calibre de 38,1 cm pour une longueur de plus de 17 m, qui peuvent tirer un obus à 38 km.

### Musées
- le musée María Pita
- la casa do Home ou Domus
- l'aquarium Finisterrae (Aquarium ou Casa dos Peixes)
- le musée de Arte Contemporánea Unión Fenosa
- la Casa Picasso
- le musée historique (dans le Castelo de San Antón)

Les musées aux alentours :
- le musée Pazo de Mariñán (Bergondo)
- le Castelo de Santa Cruz (Santa Cruz, Oleiros)
- le musée Carlos Maside (Sada)
- le musée ethnographique de Culleredo (Culleredo)

### Plages de La Corogne
La Corogne a plusieurs kilomètres de plage dans la ville. Les principales sont :
- Plage de Riazor : située en plein centre-ville et au pied de la promenade maritime. Cette plage au sable blanc et épais a une longueur de 610 mètres. Il y a souvent du vent et de grosses vagues. On peut y pratiquer le surf et plein d’autres sports de plage. Drapeau bleu.
- Plage Orzán : plage de 700 mètres de long en plein centre-ville, caractéristiques similaires à la plage Riazor étant donné qu’elles sont juste à côté l’une de l’autre. Le sable est plus fin mais tout aussi blanc qu’à la plage de Riazor. Drapeau bleu.
- Plage de Las Lapas : plage de sable blanc de 70 mètres de long située au pied de la tour d’Hercule. Plage plus tranquille. Drapeau bleu.
- Plage de Oza : plage de sable blanc de 200 mètres de long. Plage préservée du vent avec de petites vagues. Drapeau bleu.
- Plage San Amaro : située dans quartier de Adormideras, proche de la tour d’Hercule et de la promenade maritime. Plage de sable blanc de 105 mètres de long. Drapeau
- Plage Matadero : plage de sable blanc de 80 mètres de long située en plein centre-ville. Cette plage est liée à la plage Riazor y Orzán. Drapeau bleu
- Plage de Durmideiras

Il y a également de nombreuses petites plages y criques comme la plage de San Roque ou la crique de Adormideras.
Les plages des environs sont :
- Praia de Santa Cristina (Santa Cristina, Oleiros) ;
- Praia de Bastiagueiro (Bastiagueiro, Oleiros) ;
- Praia de Santa Cruz (Santa Cruz de Oleiros, Oleiros) ;
- Praia de Mera (Mera, Oleiros) ;
- Praia de Lorbé (Lorbé, Oleiros) ;
- Praia de Sada (Sada).

## Urbanisme
La Corogne compte 20 bâtiments hauts d'au moins 20 étages . Le plus haut d'entre eux est la Torre Hercón qui atteint 119 m.

## Galerie

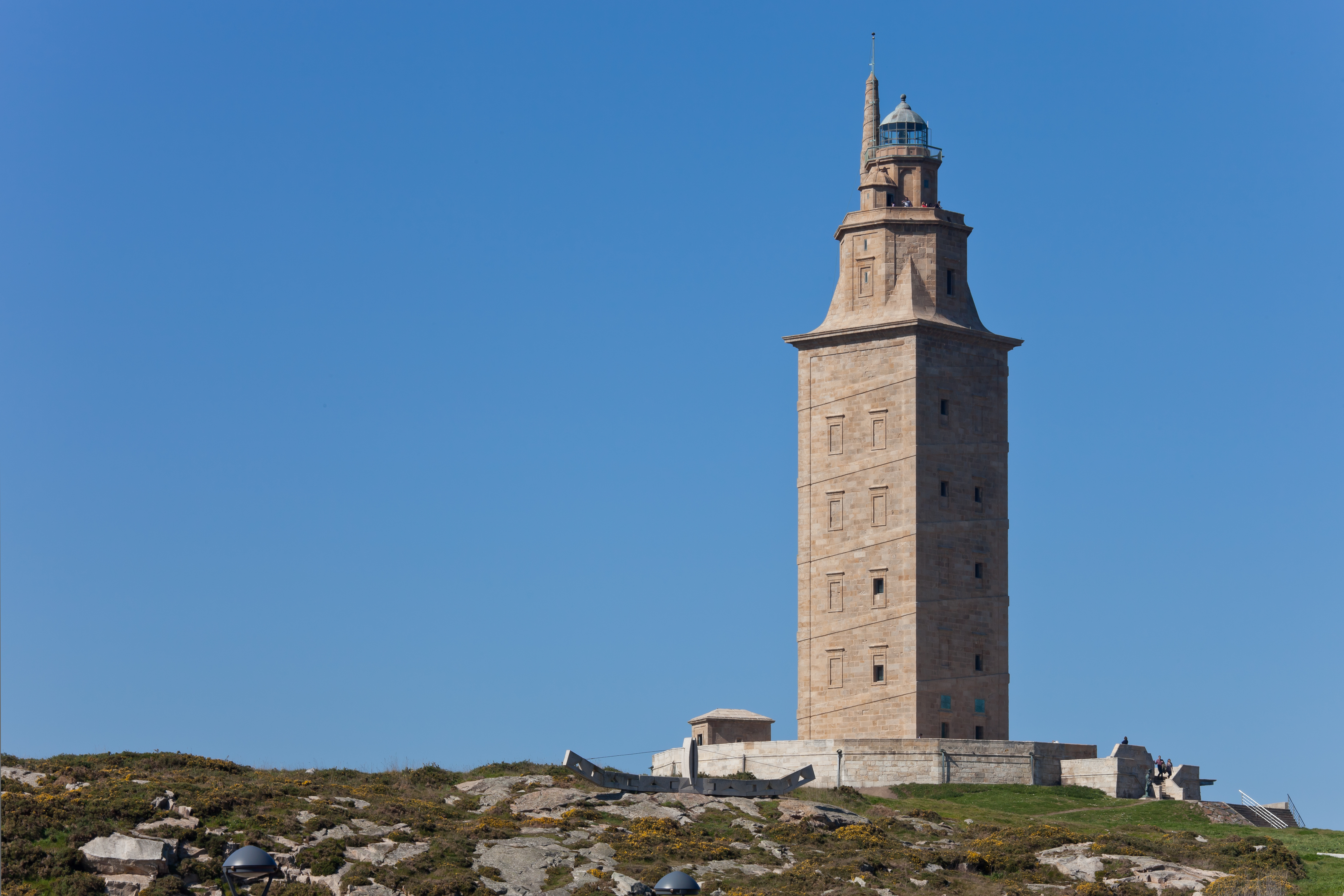
Tour d'Hercule, plus ancien phare encore en service.
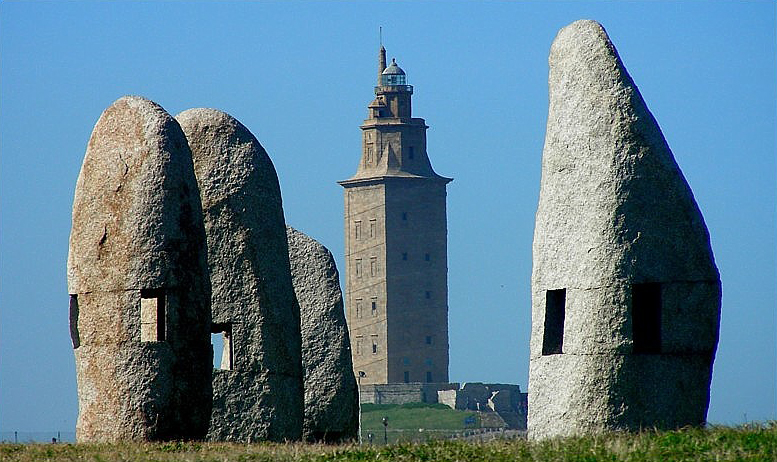
Les Menhirs pour la Paix, de l'artiste Manolo Paz, au Campo da Rata, près de la Tour d'Hercule.
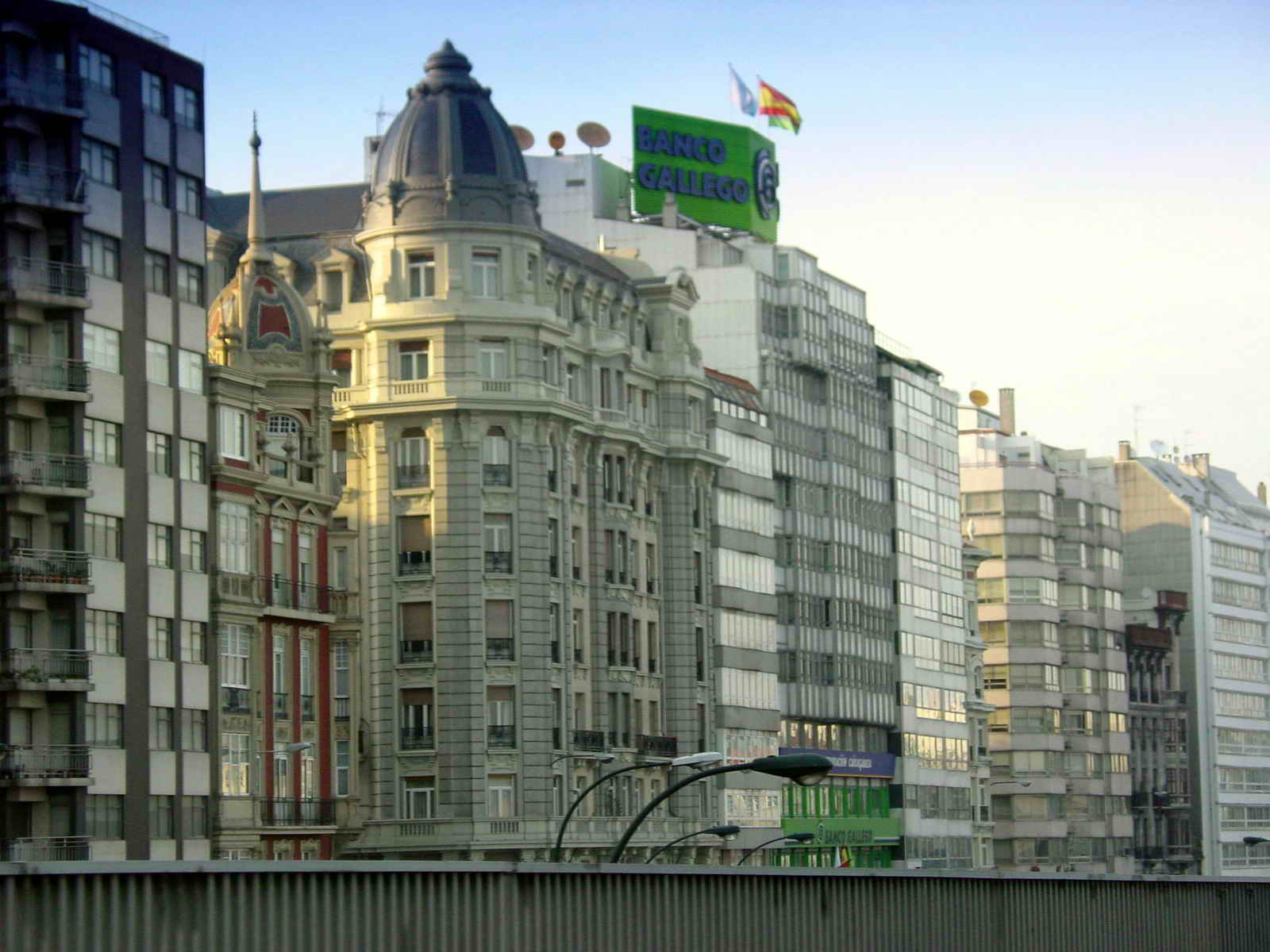
Façade de la Banco Gallego en face du port.
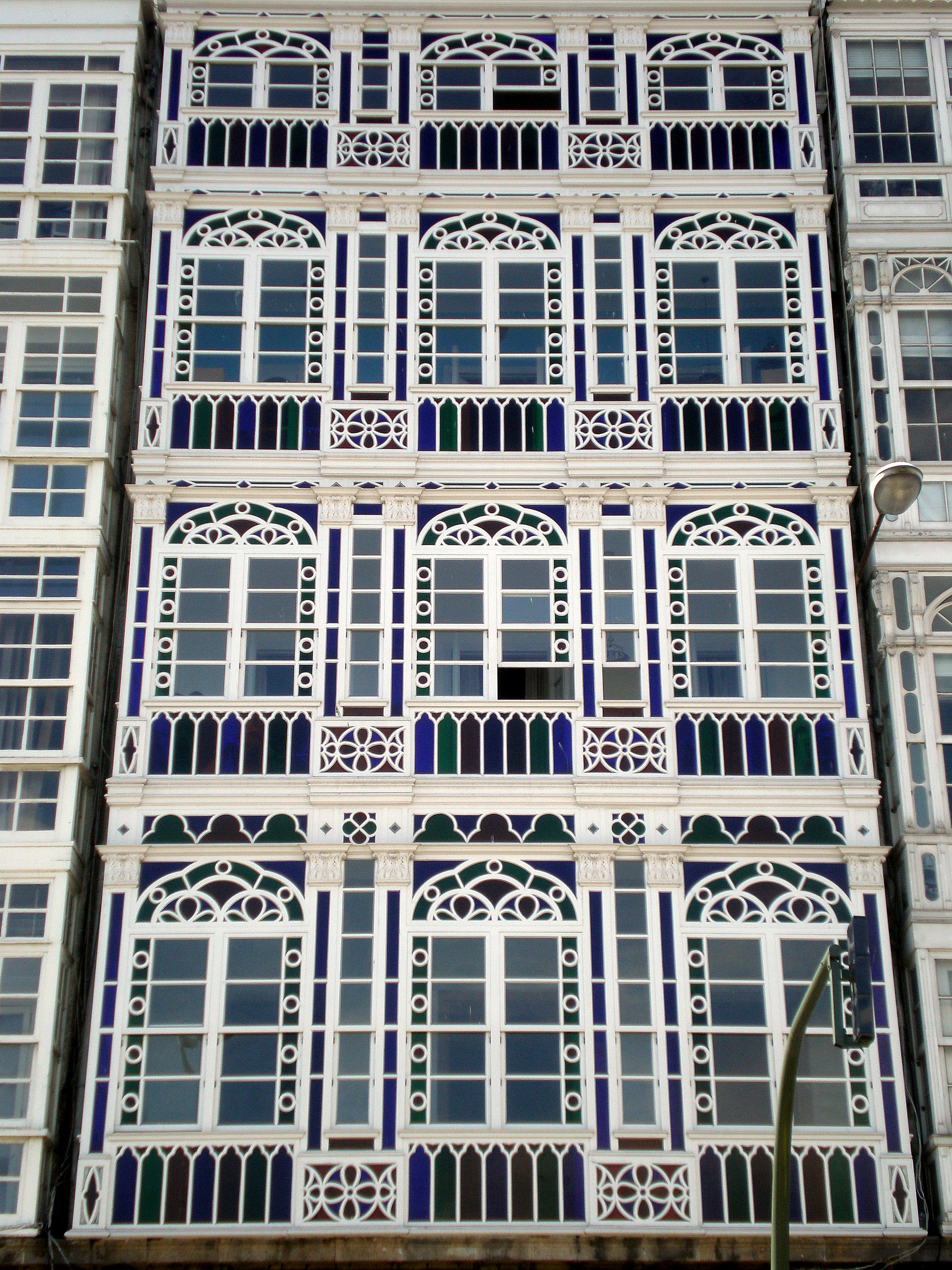
Balcons couverts typiques de l'architecture locale.
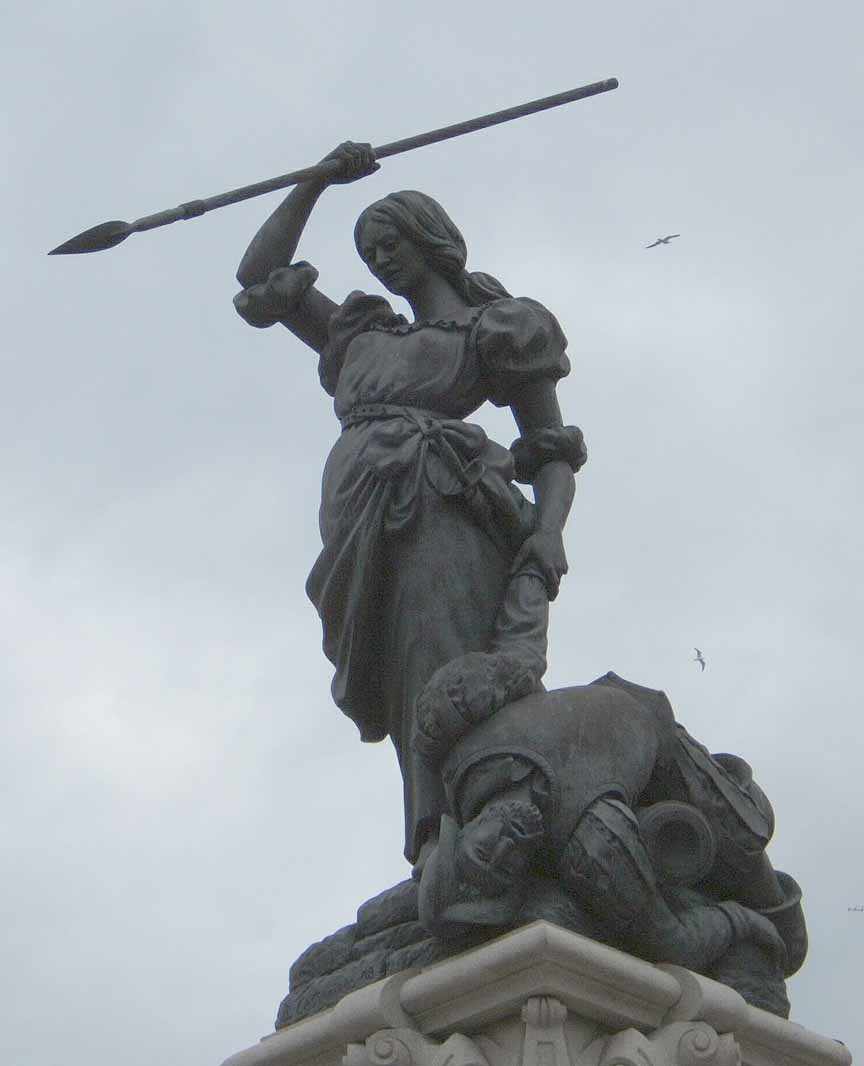
Statue de María Pita, sur la place du même nom, face à la mairie.

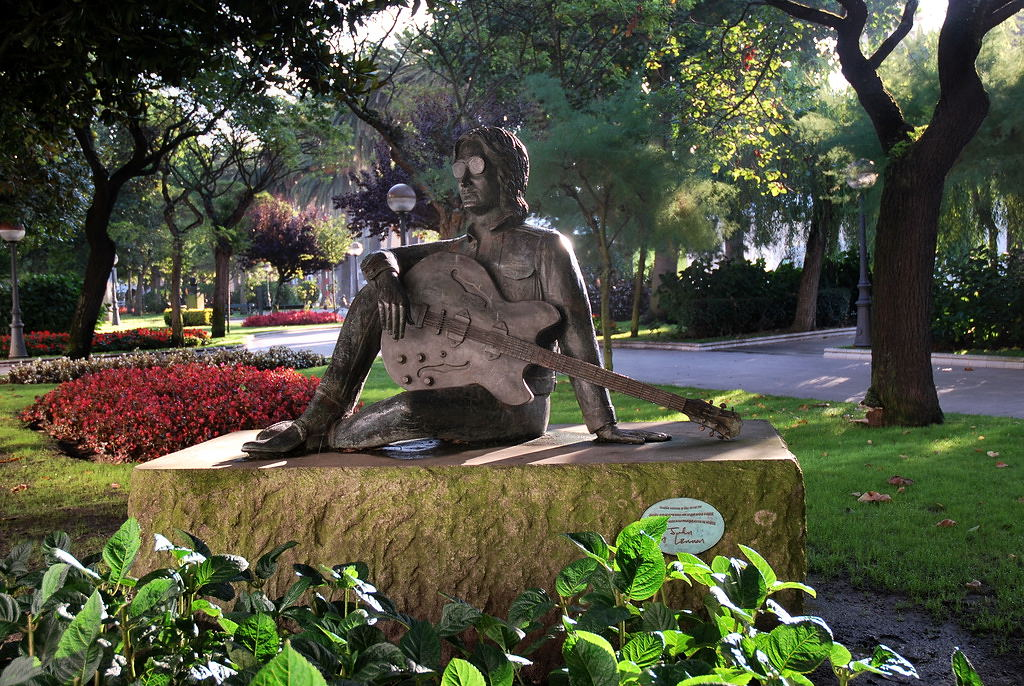
Les jardins de Mendez Nunez.
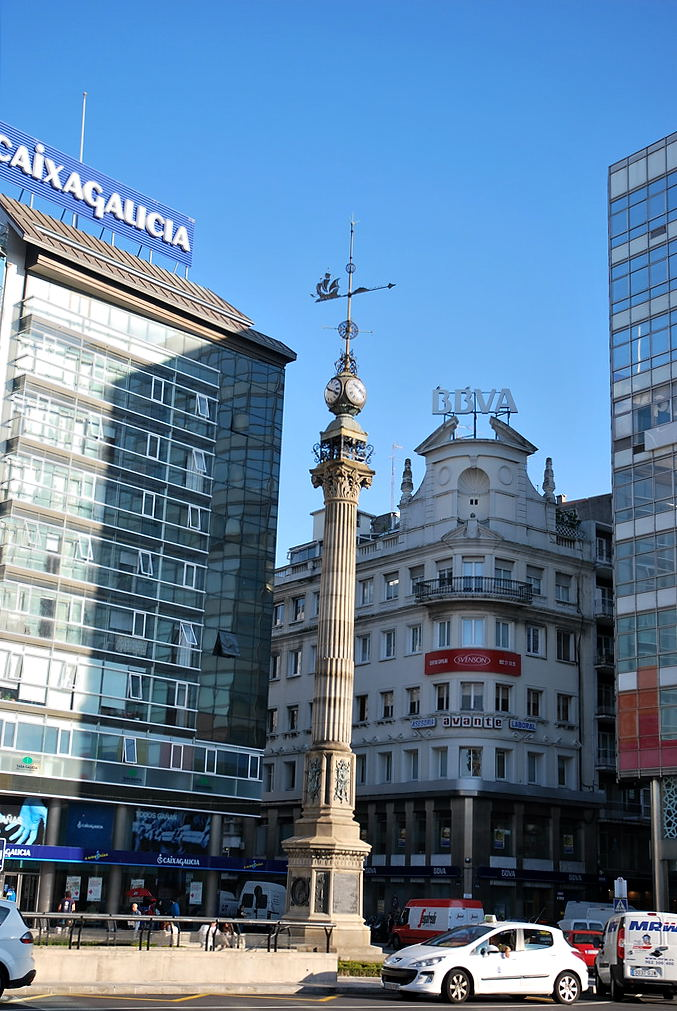
Rappel de l'invincible armada.
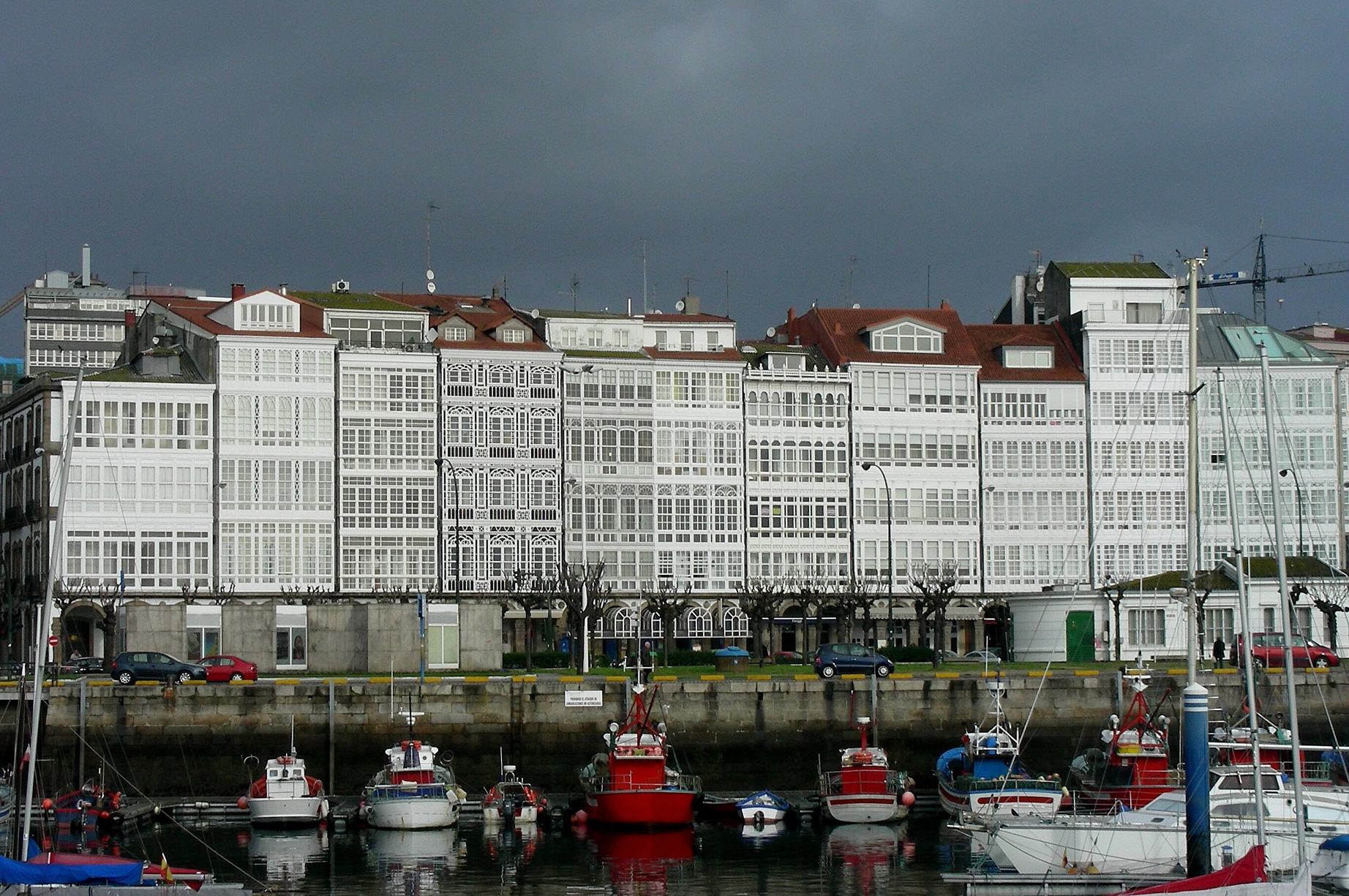
Immeubles, sur l`avenida de la Marina.
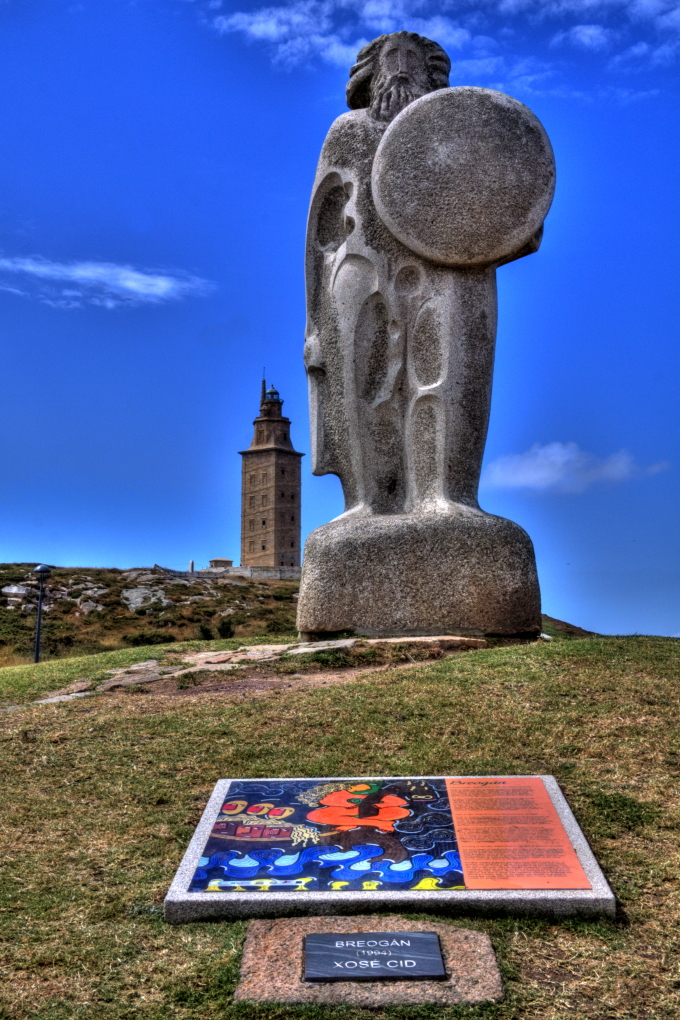
La tour d'Hercule et, au premier plan, la statue de Breogán.
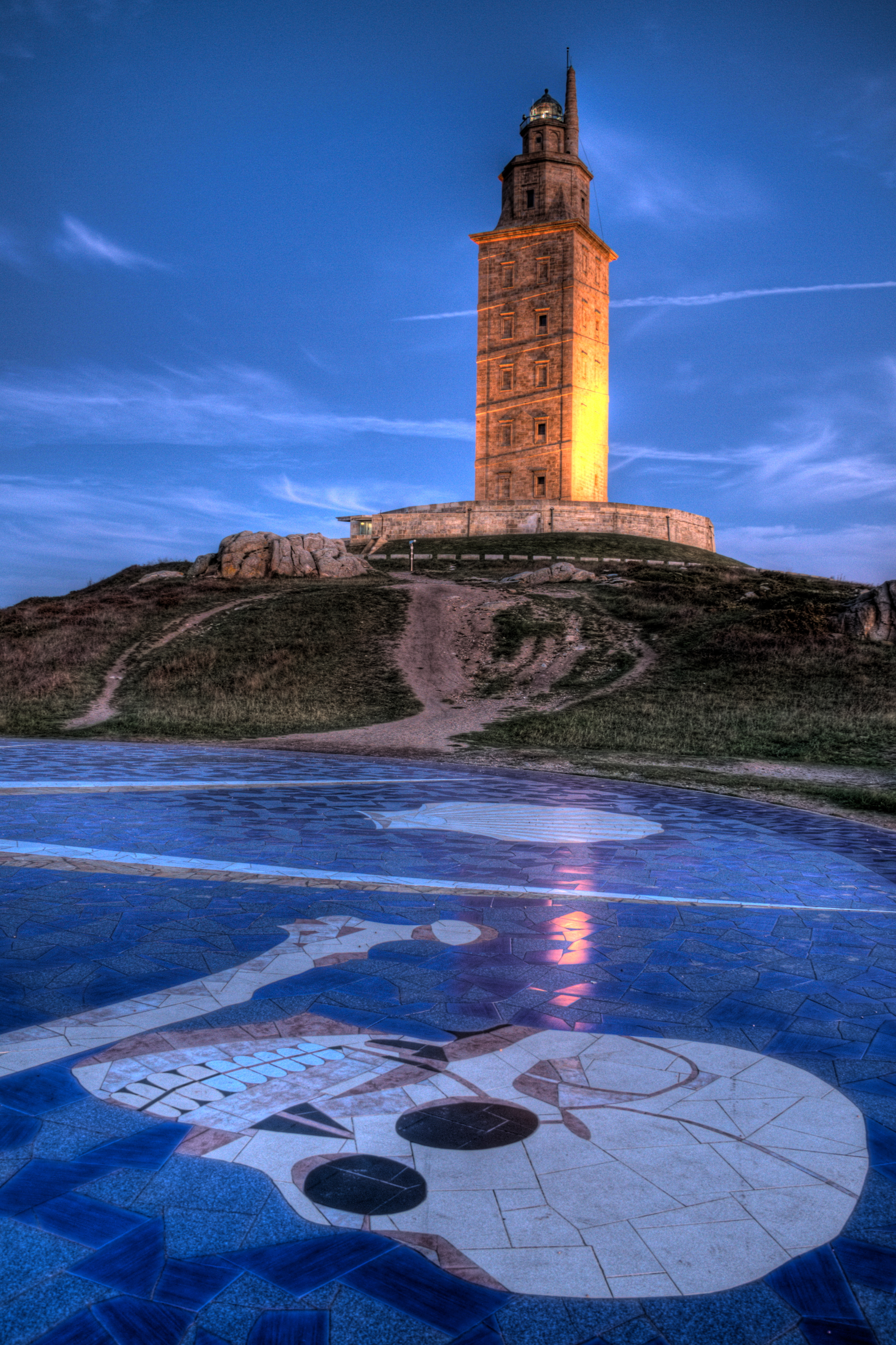
La tour d'Hercule vue depuis la rose des vents.

## Personnalités liées à La Corogne
- María Pita (~1560-1643), la « Jeanne d'Arc » galicienne.
- Marcial del Adalid (1826-1881), compositeur.
- Emilia Pardo Bazán (1851-1921), essayiste, écrivaine, poétesse, éditrice, romancière, journaliste et critique littéraire espagnole
- Salvador de Madariaga (1886-1978), diplomate, écrivain, homme d’État espagnol et pacifiste.
- L'anarchiste Ricardo Mella (1861-1925).
- César Alvajar (1892-1965), journaliste et homme politique.
- César Rodríguez González (1894-1962), journaliste et homme politique.
- María Luz Morales (1899-1980), journaliste, première femme en Espagne à diriger un journal national, La Vanguardia, entre 1936 et 1937, pendant la guerre d'Espagne.
- Alicia Dorado (1911-1937), anarchiste galicienne, membre de la Fédération anarchiste ibérique.
- Serafín Ferro (1912-1957), acteur lié à la Génération de 27, qui joue notamment dans Espoir, sierra de Teruel d'André Malraux.
- Amparo Alvajar (1916-1998), journaliste, dramaturge et écrivaine, exilée après la guerre d'Espagne.
- Amancio Ortega Gaona (1936-), fondateur du groupe Inditex, homme d'affaires milliardaire, 20 % de la population de la ville travaille pour lui dans une de ses entreprises ou usines.
- Pablo Picasso (1881-1973), qui passa quatre ans de son adolescence à La Corogne alors que son père était professeur à l'école des beaux-arts. La cité lui inspira ses premières ébauches naturalistes.
- José Millán-Astray créateur de la Légion étrangère espagnole 1920. Il participa aussi à la guerre d'Espagne, entre 1936 et 1939, période au cours de laquelle il atteint le maximum de ses effectifs avec 18 bataillons d'infanterie, un bataillon de chars, un bataillon de génie et un groupe d'opérations spéciales.
- Javier Lillo García-Cano (1934-2010), peintre aquarelliste originaire de Tolède[11].
- Luis Suárez (1935-2023), footballeur espagnol.
- Manuel Vilariño, photographe, né en 1989 à La Corogne.